# آي يوجي
آي يوغي (بالإنجليزية: iYogi)‏ هي شركة دعم فني عن بعد مقرها جورجاون بالهند. يوجد لدى آي يوغي عملاء في كثير من البلدان مثل الولايات المتحدة الأمريكية وإنجلترا والإمارات وأستراليا وكندا والبحرين والكويت وعمان وقطر والسعودية. توفر آي يوغي اشتراكات دعم فني للحواسيب الشخصية، والأجهزة والطرفيات المتصلة والتطبيقات البرمجية.
تدعم منصة آي يوغي أنظمة تشغيل أبل. قامت عدة شركات رأس المال الجريء بالاستثمار في الشركة ومنها سيكويا كابيتال  ودرابر فيشر جرفتسون  وكانان  وساب فنشرز  وشركاء رأس المال بنك سيليكون فالي الهند.
قامت شركة ديلويت في 2010 بتصنيف آي يوغي من ضمن أسرع ثلاث شركات هندية نموا في مجال التقنية.
قامت مجلة رد هيرنج بوضع الشركة ضمن قائمة أكثر 100 شركة خاصة عالمية ابتكارا في 2008.

## تاريخ
أسُست آي يوغي بواسطة أوداي شالو وفيشال دار في سنة 2007. يتكون طاقم آي يوغي التقني من أكثر من 6000 موظف يعملون على منصة التوزيع العالمية آي منترا (بالإنجليزية: iMantra)‏.
قامت الشركة في 2009 بالاستحواذ على شركة كلين ماشين إنك التي مقرها يوتاه وتم تعيين مؤسسها لاري جوردون رئيسا للمبيعات العالمية.
في 2010، جمعت آي يوغي 30$ مليون دولارا في الجولة Series D للتمويل والتي أدارتها سيكويا كابيتال مع استثمارات لاحقة من المستثمرون الحاليون. حصلت الشركة باكرا في هذا العام على استثمار يبلغ $15 مليون دولارا من درابر فيشر جرفتسون وآخرون.
في سبتمبر 2011، أضافت آي يوغي ثلاث مديرين مستقلين، سرايدار اينجار وسوباش الاه وشاندرا جوجادر وبذلك يصبح عدد المديرين إلى سبعة مديرين.

## إنجازات
- مايو 2012: أطلقت آي يوغي «خطة المنزل الرقمي» الشاملة للمستهلكين والتي توفر دعم فني لتنصيب وإعداد وتشخيص وصيانة لثلاث حواسيب وأجهزة متصلة في المنزل. وذلك مقابل اشتراك شهري 29.99$، يحصل المشتركون على دخول غير محدد لخبراء تقنية آي يوجي والذي يوفر دعم 24/7 لأي عدد من مشكلات الحاسوب ومشكلات الطرفيات ذات العلاقة.[17][18][19]
- أبريل 2012: أطلقت آي يوغي الأعمال بدون-توقف (بالإنجليزية: Business NonStop)‏ وهي منصة لتوظيف وتشغيل مهندسو دعم فني محليين في موقع العمل. سوف تقوم المنصة بإدارة حوالي 1000 مهندس دعم فني في الحقل عبر أمريكا الشمالية ودعم 5000 عامل تقني عن بعد. لتفعيل الأعمال بدون-توقف، أسست آي يوغي شراكة مع Work Market وهي سوق العمل على الإنترنت سريع-النمو الذي سوف يساعد آي يوغي على إيجاد وإدارة فريق مهندسو الدعم في مواقع العمل على أرض الواقع.[20][21][22]

## أبحاث رؤى ة آي يوغي
رؤية آي يوغي هي مبادرة بحثية أطلقتها شركة آي يوغي لفهم المشكلات التي يواجهها الناس مع التقنية وكيف يستخدمون التقنية لتحسين حياتهم. أعطى التفاعل المتكرر مع قاعدة عريضة من المشتركين آي يوغي نظرةً متميزةً إلى كيفية تعامل الناس مع التقنية، من تصحيح الأخطاء المعتادة إلى احتضان التقنية لإثراء حياتهم. تضمنت الأبحاث الحديثة «تبني المستخدمين للمنتجات والخدمات المجانية»، «33% من الأهل يقولون» نعم!«لشراء آي باد لأطفالهم»، «إطلاق ويندوز 8 سوف يسرع بيع الأجهزة اللوحية»، «63% من الناس يفضلون أن يبقوا متصلين على أن يبقوا دافئين».

## الإدارة
- أوداي شالو
- فيشال دار
- براثاب سوثان
- لاري جوردون
- سارفيش جورها[27]

## المقر والشراكات
آي يوغي مقرها الرئيسي في جورجاون بالهند ويوجد لديها مكاتب في نيويورك، الولايات المتحدة الأمريكية.
دخلت آي يوغي مؤخرا في شراكة مع مجموعة الفطيم (Techserve) وذلك الذي يسمح للشركة بتوفير دعم فني عن بعد حسب-الطلب للمستهلكين والشركات في دول مجلس التعاون. النشر المبدئي للخدمات سوف يبدأ بالإمارات ويتبعها باقي دول مجلس التعاون.
في 25 مايو، 2010، أعلنت آي يوغي شراكة مع كربونيت لتوفير حلول النسخ الاحتياطية على الإنترنت لقاعدة مستخدميها.
في نفس العام، دخلت آي يوغي مع حلول الحاسوب اللانهائية (الهند) المحدودة في إتفاقية شراكة تسمح لآي يوجي بتشغيل مركز توزيع خدمة في بنجالور.
ساعدت شراكة مع فيرايزون للأعمال في 2010 آي يوغي على الحصول على شبكات أي بي متكاملة وحلول إدارة البرمجيات لدعم نموها.
في فبراير 2010، وقعت أي بي إم إتفاقية مركز بيانات مع آي يوغي ثم تبعتها بشراكة أخرى موجهة لدعم خطط توسعة الدعم الفني للشركة عبر عدة بلدان.

## منصة العمل
آي منترا هو منصة التقنية المبني على المعلومات الخاص بآي يوجي وهي أداة أساسية في عمل خبراء آي يوغي التقنيون لتأدية خدمتهم بكفاءة أكثر. تم بناء كثير من الأدوات بالمنصة وتتم عمليات الدعم الفني كلها من خلال المنصة. سمحت كفاءة المنصة لآي يوجي بتوسيع أعمالها بسرعة عن طريق ملاحقة الطلب المتنامي بالتعهيد إلى شركائها.
تقوم آي يوغي حاليا بترخيص منصتها  إلى شركات أخرى حيث تسمح بخدمات منفصلة وتحصل على الربح من ترخيص منصتها بالإضافة إلى خدمات الاشتراكات.